# Max von Fabeck
Herrmann Gustav Karl Max von Fabeck (6 de mayo de 1854 - 16 de diciembre de 1916) fue un oficial militar prusiano y General der Infanterie alemán durante la I Guerra Mundial. Comandó el 13.º Cuerpo en el 5.º Ejército y tomó parte en la Carrera al mar en el frente occidental y también comandó el nuevo 11.º Ejército en el frente oriental. Subsiguientemente, comandó varios ejércitos alemanes durante la guerra hasta su evacuación del frente debido a una enfermedad en 1916 y murió el 16 de diciembre. Un comandante competente y altamente condecorado, von Fabeck recibió la Pour le Mérite, el mayor honor militar de Prusia y Alemania.

## Biografía
Fabeck nació en Berlín en 1854, cuando era la capital del Reino de Prusia. Era el hijo del teniente general prusiano Hermann von Fabeck (1816-1873) y su esposa Bertha, née von dem Borne (1829-1910). Para cuando tenía 17 años de edad ya era teniente segundo en el 1.º Regimiento de Guardias de Infantería (en alemán: 1. Garde-Regiment zu Fuß). De 1878 a 1879 atendió a la Academia Militar Prusiana. En 1882 fue elegido por el Estado Mayor General y promovido a capitán en 1884. Desde 1886 sirvió en el Estado Mayor de la 28.ª División en Karlsruhe.
El 24 de octubre de 1887 contrajo matrimonio con Helene von Seldeneck (7 de octubre de 1863, Karlsruhe - 13 de julio de 1938, Colonia), la hija del chambelán del Gran Duque de Baden, Guillermo y Julie Brandt Seldeneck de Lindau. La pareja tuvo tres hijas: Ilse, Margaret e Hildegard.
Pasó a ser oficial del VI Cuerpo de Ejército en Breslau en 1889 y poco después fue promovido a Mayor. Desde 1893 sirvió en el regimiento Grenadier König Friedrich Wilhelm II. (1. Schlesisches ) Nr. 10  en Schweidnitz. En 1896 era Teniente Coronel Jefe del Estado Mayor del XI Cuerpo de Ejército en Kassel. En 1898 fue promovido a Coronel y recibió su primer comandamiento: el Infanterie-Regiments „Herzog Friedrich Wilhelm von Braunschweig“ (Ostfriesisches) Nr. 78 en Osnabrück. Desde 1901 lideró la 25.ª Brigada de Infantería en la 13.ª División en Münster. Fue promovido a Mayor General ese mismo año.
En 1906 Fabeck fue promovido a teniente general y comandante de la 28.ª División en Karlsruhe. En 1910 fue seleccionado como general de infantería y comandante general del XV Cuerpo de Ejército en Estrasburgo. En 1913 asumió el mismo puesto en el XIII (Wurtemberg) Cuerpo de Ejército en Stuttgart.

## Primera Guerra Mundial
A principios de la Guerra Mundial, el XIII Cuerpo de Ejército comandado por von Fabeck era parte del 5.º Ejército alemán al mando del Príncipe de la Corona Guillermo. Participó en las batallas móviles conocidas como Carrera al mar y en la Primera Batalla de Ypres. En marzo de 1915 von Fabeck comandó brevemente el recién formado 11.º Ejército, que fue rápidamente transferido del frente occidental al frente oriental con el que combatió en Lituania. En abril de 1915 reemplazó al herido Alexander von Kluck como comandante del 1.º Ejército. En septiembre de 1915 von Fabeck cogió el mando del 12.º Ejército, con el que fue transferido al frente oriental. También fue vinculado à la suite al Infanterie-Regiment Nr. 129 el 27 de enero de 1916. Antes de caer enfermo en octubre de 1916 von Fabeck fue el comandante del 8.º Ejército por unas pocas semanas.
El General von Fabeck recibió la Pour le Mérite por su destacado liderazgo militar durante las campañas de 1914-15 en Flandes y el norte de Francia, así como en reconocimiento por su exitosa planificación operacional en las batallas de Mons, Le Cateau y del río Ourcq. Recibió un telegrama personal de Guillermo II felicitándole por el reconocimiento.

## Muerte
En octubre de 1916 von Fabeck enfermó gravemente y se suicidó el 16 de diciembre de 1916 en Partenkirchen (Reino de Baviera).

## Condecoraciones
- Gran Cruz de la Orden de la Corona de Wurtemberg[4]
- Gran Cruz de la Orden del León de Zähringen[4]
- Orden al Mérito Militar Bávara[4]
- Gran Cruz de la Orden de Felipe el Magnánimo[4]
- Gran Cruz de la Orden del Águila Roja con hojas de roble[4]
- Orden de la Corona de Prusia, 1.ª clase[4]
- Cruz prusiana al Reconocimiento al Servicio[4]
- Gran Cruz de la Orden de Alberto con Estrella Dorada[4]
- Comandante de la Orden de la Corona de Italia[4]
- Gran Cruz de la Orden de la Corona de Rumania[4]
- Cruz de Hierro (1914), 1.ª y 2.ª clase
- Comandante de la Orden al Mérito Militar de Wurtemberg el 1 de noviembre de 1914[5]
- Pour le Mérite, 23 de agosto de 1915[1]

## Fechas de rangos
- Fähnrich, 1 de octubre de 1871
- Leutnant, 18 de octubre de 1871
- Oberleutnant, 18 de octubre de 1879
- Hauptmann, 12 de julio de 1884
- Major, 19 de noviembre de 1889
- Oberstleutnant, 27 de enero de 1896
- Oberst, 24 de mayo de 1898
- Generalmajor, 14 de noviembre de 1901
- Generalleutnant, 27 de enero de 1906
- General der Infanterie, 13 de enero de 1910